# Xylaria cinerea
Xylaria cinerea is een schimmel uit de familie van de Xylariaceae.

## Kenmerken
De soort is te onderscheiden van andere Xylaria-soorten door de relatief lange ascosporen.

## Verspreiding
In Nederland komt deze paddenstoelen slechts voor in zes atlasblokken (peildatum april 2023).